# Асланбек-Шеріповське сільське поселення
Асланбек-Шеріповське сільське поселення (чеч. Асланбек-Шериповн юьртан меттиг; рос. Асланбек-Шериповское сельское поселение) — муніципальне утворення в Шатойському районі Чеченської Республіки Російської Федерації. 
Адміністративний центр — село Асланбек-Шеріпово.

## Географія
Сільське поселення знаходиться на півдні республіки в Аргунській ущелині.

## Населення
| 2010  | 2012  | 2013  | 2014  | 2015  | 2016  | 2017  |
| ----- | ----- | ----- | ----- | ----- | ----- | ----- |
| 1947  | ↗1996 | ↗2020 | ↗2107 | ↗2114 | ↗2191 | ↗2277 |
| 2018  | 2019  |       |       |       |       |       |
| ↗2295 | ↗2324 |       |       |       |       |       |

## Склад сільського поселення
| № | Населений пункт   | Тип населеного пункту        | Населення |
| - | ----------------- | ---------------------------- | --------- |
| 1 | Асланбек-Шеріпово | село, адміністративний центр | 1097      |
| 2 | Беной             | село                         | 432       |
| 3 | Дех-Їсте          | село                         | 161       |
| 4 | Мускалі           | село                         | 37        |
| 5 | Мусолт-Аул        | село                         | 220       |